# Bojowe Szkoły
Bojowe Szkoły (BS) – grupa metodyczna Szarych Szeregów działająca w okupowanej przez wojska niemieckie Warszawie. Należeli do niej harcerze w wieku 15-17 lat.
W ramach służby na "Dziś" grupy BS uczestniczyły w trzech służbach. Pierwszą z nich był mały sabotaż, będący akcją propagandową skierowaną do ludności polskiej (w Warszawie w ramach organizacji "Wawer-Palmiry"). Akcja obejmowała pisanie na murach, rozlepianie afiszy i nalepek, rozdawanie ulotek, kolportaż fikcyjnych dodatków nadzwyczajnych do gazet, podłączenie się do niemieckich megafonów, zrywanie niemieckich flag, usuwanie z wystaw i gablot niemieckich fotografii, gazowanie kin. Do najgłośniejszych akcji należy zdjęcie niemieckiej tablicy z pomnika Mikołaja Kopernika w Warszawie. Drugim rodzajem służby na "Dziś" była akcja "N". Była to destrukcyjna akcja propagandowa, skierowana do Niemców, polegająca głównie na podrzucaniu dywersyjnych ulotek i gazetek. Ostatnim rodzajem służby było uczestnictwo w akcji "WISS" ("Wywiad – Informacja Szarych Szeregów"), polegającej na obserwacji niemieckich wojsk i ich ruchów.
W ramach przygotowań do "przełomu" (służba na "Jutro") drużyny BS przechodziły przeszkolenie wojskowe ("Boernerowo" - szkolenie z zakresu łączności, "Sonda" - Szkoła Niższych Dowódców, "Sklepy" - szkolenie strzeleckie, "Ursus" - szkolenie motorowe), otrzymywały przydziały do jednostek AK (np. jako poczty dowódców, oddziały łączności i oddziały rozpoznawcze). Do okresu odbudowy (służba na "Pojutrze") chłopcy przygotowywali się, podobnie jak Zawiszacy, ucząc się. W powstaniu warszawskim walczyli w Śródmieściu jako kompania, a w innych dzielnicach jako plutony piechoty.